# FK Makedonija Dźorcze Petrow
FK Makedonija Dźorcze Petrow – północnomacedoński klub piłkarski powstały w 1932 roku w jednej z gmin miasta Skopje – Dźorcze Petrow.
Zespół powstał jako HASK. W Późniejszych latach był znany jako Lokomotiva, Rudar, Industrijalec i Jugokokta. Makedonija obecną nazwę otrzymała w sezonie 1989/1990 na cześć Dźorcze Petrowa – rewolucjonisty uważanego za ważną postać w historii Macedonii.
Makedonija zagrała w pierwszym sezonie Prwej Ligi. W sezonie 1993/1994 drużyna spadła z I ligi. Zaledwie po jednym roku gry w II lidze ponownie awansowali do macedońskiej ekstraklasy.
W sezonie 2001/2002 znów spadli do II ligi. Powrócili po 3 sezonach i w sezonie 2005/2006 zdobyli tytuł wicemistrza kraju. W tym samym roku piłkarze Makedoniji zdobyli puchar Macedonii, wygrywając w finale z zespołem Shkëndija 79 Tetowo 3-2. Rok później byli na 3. miejscu w lidze.
Sezonem dotąd najbardziej obfitującym w sukcesy był sezon 2008/2009. Makedonija została mistrzem Macedonii i po raz pierwszy zagrała w eliminacjach Ligi Mistrzów. „Lwy” doszły także do finału Pucharu Macedonii, gdzie lepszy po karnych okazał się zespół Rabotniczki Skopje.

## Sezon po sezonie - Prwa Liga
| Sezon   | Mecze | Wygrane | Remisy | Porażki | Gole Strzelone | Gole Stracone | Punkty | Miejsce | Uwagi                 |
| ------- | ----- | ------- | ------ | ------- | -------------- | ------------- | ------ | ------- | --------------------- |
| 1992-93 | 34    | 10      | 12     | 12      | 31             | 51            | 32     | 14      |                       |
| 1993-94 | 30    | 2       | 6      | 22      | 17             | 55            | 10     | 16      | Spadek do Vtorej Ligi |
| 1995-96 | 28    | 10      | 7      | 11      | 35             | 37            | 37     | 7       |                       |
| 1996-97 | 26    | 10      | 4      | 12      | 38             | 30            | 34     | 7       |                       |
| 1997-98 | 25    | 12      | 5      | 8       | 34             | 25            | 42     | 3       |                       |
| 1998-99 | 26    | 10      | 7      | 9       | 44             | 40            | 37     | 6       |                       |
| 1999-00 | 26    | 10      | 6      | 10      | 29             | 28            | 36     | 7       |                       |
| 2000-01 | 26    | 9       | 4      | 13      | 46             | 42            | 31     | 10      |                       |
| 2001-02 | 20    | 7       | 3      | 10      | 29             | 28            | 24     | 11      | Spadek do Vtorej Ligi |
| 2005-06 | 33    | 21      | 6      | 6       | 55             | 23            | 69     | 2       |                       |
| 2006-07 | 33    | 18      | 10     | 5       | 65             | 29            | 64     | 3       |                       |
| 2007-08 | 33    | 13      | 5      | 15      | 34             | 42            | 44     | 7       |                       |
| 2008-09 | 30    | 17      | 10     | 3       | 46             | 15            | 61     | 1       | Mistrzostwo           |

## Sukcesy
- Mistrzostwo Macedonii: 2009
- Puchar Macedonii: 2006, 2022, 2023

## Europejskie puchary
Legenda do wszystkich tabel:
- Q – runda eliminacyjna, 1/16, 1/8, 1/4, 1/2 – odpowiednia faza rozgrywek, Grupa – runda grupowa, 1r gr – pierwsza runda grupowa, 2r gr – druga runda grupowa, F – finał, R – runda, PO – play-off
- k. – rzuty karne, los. – losowanie, Dogr. – dogrywka, w. – zasada bramek strzelonych na wyjeździe

| Sezon   | Rozgrywki               | Runda | Przeciwnik         | Dom | Wyjazd | Ogólnie |
| ------- | ----------------------- | ----- | ------------------ | --- | ------ | ------- |
| 1998    | Puchar Intertoto        | 1R    | Olimpija Lublana   | 4–2 | 1–1    | 5–3     |
| 1998    | Puchar Intertoto        | 2R    | SC Bastia          | 1–0 | 0–7    | 1–7     |
| 2006/07 | Puchar UEFA             | 1Q    | Łokomotiw Sofia    | 1–1 | 0–2    | 1–3     |
| 2007    | Puchar Intertoto        | 1R    | AS Ethnikós Áchnas | 2–0 | 0–1    | 2–1     |
| 2007    | Puchar Intertoto        | 2R    | Czerno More Warna  | 0–4 | 0–3    | 0–7     |
| 2009/10 | Liga Mistrzów           | 2Q    | BATE Borysów       | 0–2 | 0–2    | 0–4     |
| 2019/20 | Liga Europy             | 1Q    | Alaszkert Erywań   | 0–3 | 1–3    | 1–6     |
| 2022/23 | Liga Konferencji Europy | 2Q    | CSKA Sofia         | 0–0 | 0–4    | 0–4     |
| 2023/24 | Liga Konferencji Europy | 1Q    | FK RFS             | 0–1 | 1–4    | 1–5     |